# Xylenini
De Xylenini zijn een geslachtengroep van vlinders in de Familie uilen (Noctuidae).

## Subtribus
- Antitypina
- Cosmiina
- Ufeina
- Xylenina